# İmişli
İmişli (traslitterato in Imishli) è una città dell'Azerbaigian, capoluogo dell'omonimo distretto.